# Мамедов Сергій Олександрович
Сергій Олександрович Мамедов (Мамед) (25 жовтня 1967 , Київ  — 26 листопада 2011 , Київ ) — український кримінальний авторитет, який був найвпливовішим із числа злодіїв у законі країни (після депортації Антимоса в 2009 році), мав чотири судимості та відсидів загалом близько 10 років, його інтереси були сконцентровані у Києві та Донбасі.

## Життєпис
Сергій Пахомов народився 25 вересня 1967 року в Києві. Кримінальну кар'єру починав у бригаді київського авторитета Черепа, у 1987 році був засуджений Жовтневим райсудом столиці на сім років, потім був засуджений у Херсоні до трьох років (термін відбував у Донецькій області, де обзавівся великими зв'язками у кримінальному світі), згодом узяв прізвище Мамедов. У 2000 році був «коронований» в Донецьку і завдяки заступництву «донецьких» залишався недосяжним для правоохоронних органів (приятелював з Рінатом Ахметовим). Велику частину часу проживав у Горлівці.
Мамед зміцнював «злодійські традиції» в Україні, допомагав створювати в найбільших містах країни «общаки», розставляв по регіонах та колоніях «смотрящих» та «положенців». Крім того, він сам був «смотрящим» за Київським регіоном, курував злодійський рух Донбасу і контролював республіканський «общак». Злодійський клан Мамеда змагався за впливом з кланом Льори Сумського (на відміну від Льори, Мамед негативно ставився до наркотиків, заробляючи на каналах контрабанди та збуті фальсифікованої горілки). Тривалий час лікувався у Німеччині від раку шлунка, часто літав на консультації до німецьких онкологів.
Помер у ніч з 25 на 26 листопада 2011 року в одній із приватних клінік Києва, був похований на цвинтарі в Пущі-Водиці.